# ОШ „Топлички хероји” Житорађа
Основна школа Житорађа настала је 1873. године, у оно време једна од четири основне школе у Топлици. У дугом временском периоду школа је било снажно жариште просвете, културе и националних стремљења за село и околину. Од 1873. Године до данас многе генерације су прошле кроз ову школу. Они су сејали просвету и културу у овом крају. Много су у другој половини 20. века, настављајући даље школовање, стекли високо образовање и снагама ума крчили пут даљем напретку друштва.
Од првих познатих учитеља и Димитрија Николића – поп Мичета, првог познатог пароха при Житорађској цркви, снабдевача школе књигама и Стевана Ђорђевића, првог познатог учитеља у Житорађи до данашњих просветних радника који раде у овој школи, прошле су многе генерације наставно – васпитних кадрова које су у напорном васпитачком позиву образовали, васпитавали и посвећивали сељаке.
Школа је од свог постојања увек била основна школа. Од 1888. До 1891. Године школа је носила назив: „Краљевско – српска основна школа Житорађска“. После овога се звала „Основна школа општине Житорађске“. У 1939. Години била је позната под именом Народна основна школа „Топлица Милан“. И стално је била четвороразредна школа. Од школске 1949/50. године школа је прерасла у седморазредну, а од школске 1951/52. године у осморазредну, и од 1953. године се назива осмогодишња школа. У 1959. године назив Осмогодишња школа промењен је у назив „Основна школа“. Од 1962. године школа носи назив Основна школа „Топлички хероји“ Житорађа.
Најстарија школска зграда налазила се на крају села, до сеоског гробља и старе цркве Успенија Пресвете Богородице. Када је на нивоу 1898. годину до темеља изгорела, сељаци су још у току исте године подигли нову школску зграду поред нове цркве Светих апостола Петра и Павла. Због великог броја ђака ова школа је постала претесна. Изграђена је и нова школска зграда у центру села, у Баришту 1962. године, а када је и она постала мала до ње 1981. године саграђена најновија савремена школска зграда и створени услови за одвијање савремене наставе у образовању и васпитању.
Ретке су школе у овом крају са тако давним настанком и дугим трајањем. 2008. године Основна школа Житорађа је прославила 135 година постојања и рада.
Житорађа се налази у питомом, плодном и житородном Добричу, у доњој Топлици, на десној обали реке Топлице, у јужној Србији. Удаљена је 11,5 km источно од Прокупља и 35 km југозападно од Ниша. Село има 3.543 становника и 1008 домаћинстава(2002). Име села је словенског порекла и једноставно значи жито рађа. Данашње село Житорађа вероватно је настало око 1837. године, у време велике епидемије куге у овом крају. Клима је умерено-континентална. Топлица је једина река у Житорађи. За Житорађане она је река која зивот значи. Земљиште је разноврсно и релативно плодно, погодно за пољопривредну обраду и богато биљним и животињским светом.
Становништво села Житорађа до краја 18. века је мало познато. Најстарије породице за које се зна, доселиле су се у Житорађу крајем 18. почетком 19. века и ту остале. После ослобађања од Турака 1877. године, па до краја 20. века у Житорађу се доселио велики број породица. Највећи број је досељен са југа и југоистока Србије: из врањског, лесковачког и власинског краја, па са севера и северозапада Србије, затим из Метохије, Македоније и Херцеговине, а велики број из околних добричких села. Одавно су они прави Житорађани.
Историја Житорађе и Житорађана веома је дуга и богата. На оснивању историјског периода, од VI до I века пре нове ере, подручје Топлице, Добрича и Житорађа насељавало је племе Дарданци. Њих су у I веку пре нове ере покорили Римљани и ово подручје укључили у привредни живот Царства.
Житорађа се од свог настанка стално ширила и развијала. Житорађа је због повољног географског положаја у овом делу Топлице-Добрича, постала политичко средиште још у турско доба и остала и у српском времену до данас. У Житорађи је седиште општине, организована је и месна заједница, а ту раде и неки државни органи у својим организационим јединицама. Ту делују и политичке странке и партије и удружења грађана. Житорађа је сада велико лепо село, али због тога све што има више није село, сада је мали град - варошица.
Основна школа у Житорађи је почела са радом далеке 1873. године. То је било у доба последњег издисаја турске владавине. Житорађа је коначно ослобођена од Турака 8/21.децембра 1877. године у рату Србске војске за слободу.